# Berlenga Grande
Berlenga Grande – mała portugalska wysepka na Oceanie Atlantyckim, ok. 10 km od wybrzeży kontynentalnej Portugalii, największa w archipelagu Berlengas. Na wyspie znajduje się latarnia morska i twierdza z XVII wieku. Wyspa nie ma stałych mieszkańców, nie licząc latarników.

## Geografia

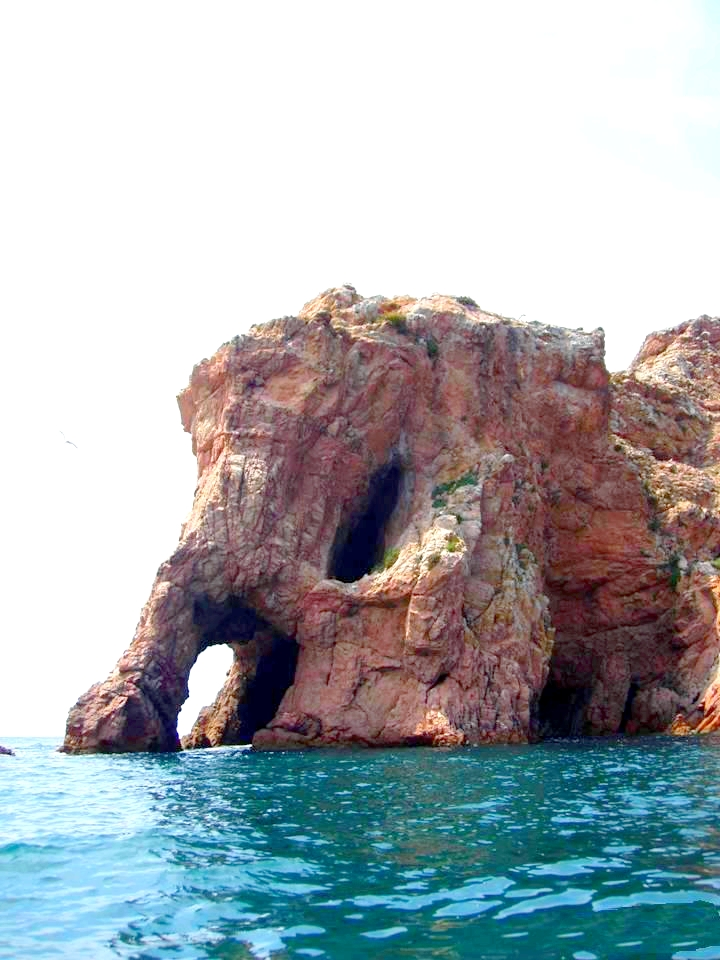
Wysunięty najbardziej na południe fragment wyspy zwany Tromba do Elefante (trąba słonia)

Berlenga Grande lub Ilha de Berlenga położona jest ok. 10 km od wybrzeży kontynentalnej Portugalii, na wysokości miasta Peniche (ok. 92 km na północ od Lizbony). Jest największą wyspą w archipelagu Berlengas. Zbudowana z granitowych skał ma 1500 m długości i 800 m szerokości, z maksymalnym wzniesieniem 88 m n.p.m. i powierzchnią wynoszącą 0,788 km². Jest otoczona dużą liczbą podwodnych skał i skalistych wysepek jak: Cerro da Velha, Ilhéu Maldito, Ilhéu da Ponta, Pedra Negra, Ilhéu da Lagoa, Ilhéu da Quebrada, Ilhéu dos Soldados. Trochę dalej na zachód znajduje się grupa wysepek Ilhas Estelas, a jeszcze dalej na północny zachód grupa Farilhões.
W wyspie znajdują się systemy jaskiń. Jej wschodnia, mniejsza część, zajmująca około jednej trzeciej powierzchni, została w przeszłości częściowo odseparowana na skutek działań procesów o charakterze erozyjnym; jest połączona tylko wąskim przesmykiem z resztą wyspy i nosi nazwę Ilha Velha (Stara Wyspa).

### Latarnia morska

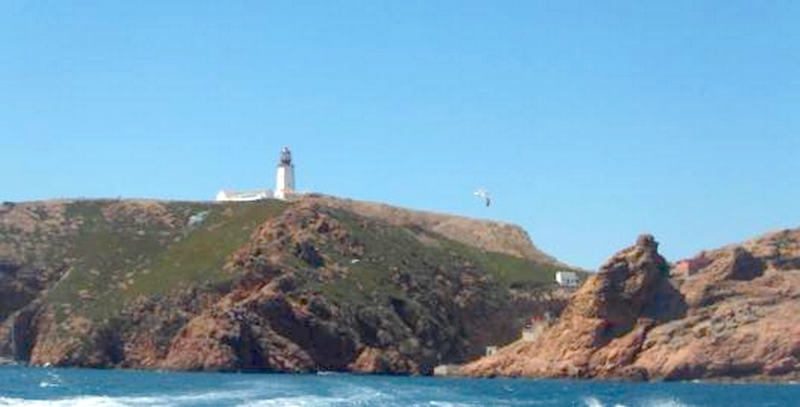
Latarnia Duque de Bragança

W centralnej części wyspy, na jej największym wzniesieniu stoi latarnia morska. Została wybudowana w 1841 roku i nosi nazwę Duque de Bragança (Książę Bragança). Wysoka na 29 metrów korzysta z energii słonecznej przetwarzanej w ciągu dnia przez kilka ogniw słonecznych zamontowanych u jej podstawy. Jej światło jest widoczne w promieniu około 50 km. W latarni przebywa stale, na cotygodniowych zmianach dwóch latarników.

## Historia

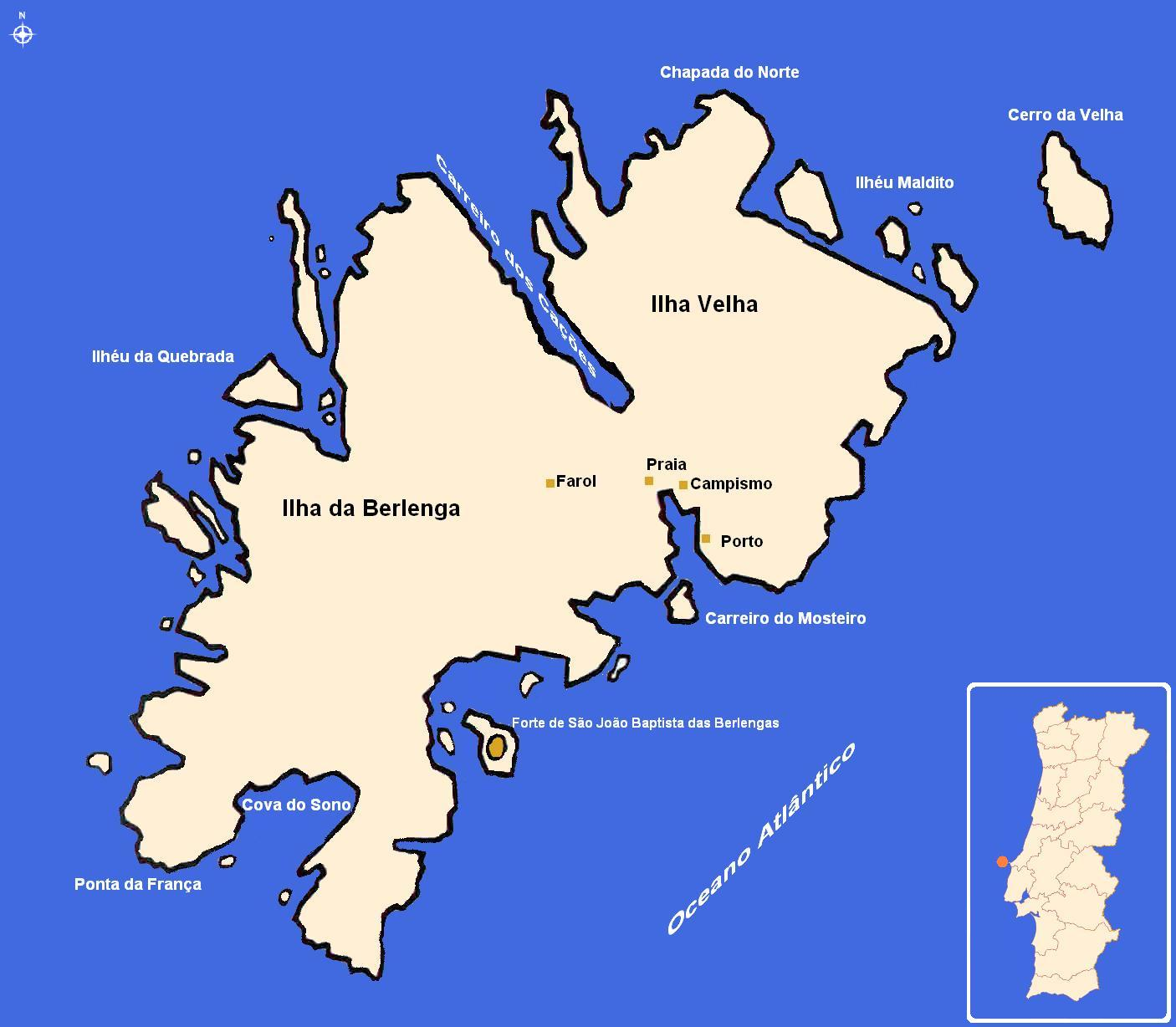
Berlenga Grande

Na wyspie, jako jedynej z archipelagu, występowało osadnictwo ludzkie. Zachowały się na niej ślady obecności człowieka od około tysiąca lat p.n.e. W starożytności znana była jako Wyspa Marzeń lub Wyspa Saturna. W różnych okresach docierali tutaj wikingowie, Maurowie oraz piraci angielscy i francuscy.

### Klasztor Hieronimitów
W 1513 roku, przy wsparciu królowej Eleonory, osiedlili się tu mnisi z zakonu hieronimitów, wznieśli oni tu klasztor Mosteiro da Misericórdia da Berlenga (Klasztor Miłosierdzia z Belerenga), celem niesienia pomocy w nawigacji i ratowania rozbitków, częstych na tym odcinku wybrzeża. Niemniej jednak, na skutek szeregu niekorzystnych czynników: izolacji, trudnego dostępu do pożywienia, szerzących się chorób i ataków pirackich, niszczących wybrzeża Półwyspu Iberyjskiego, klasztor nie przetrwał zbyt długo i wkrótce został opuszczony. Z budynku klasztornego przetrwało zaledwie kilka ścian i luźnych kamieni, w 1953 roku na miejscu tym wybudowano restaurację (obecnie nosi nazwę Mar e Sol).

### Twierdza św. Jana Chrzciciela

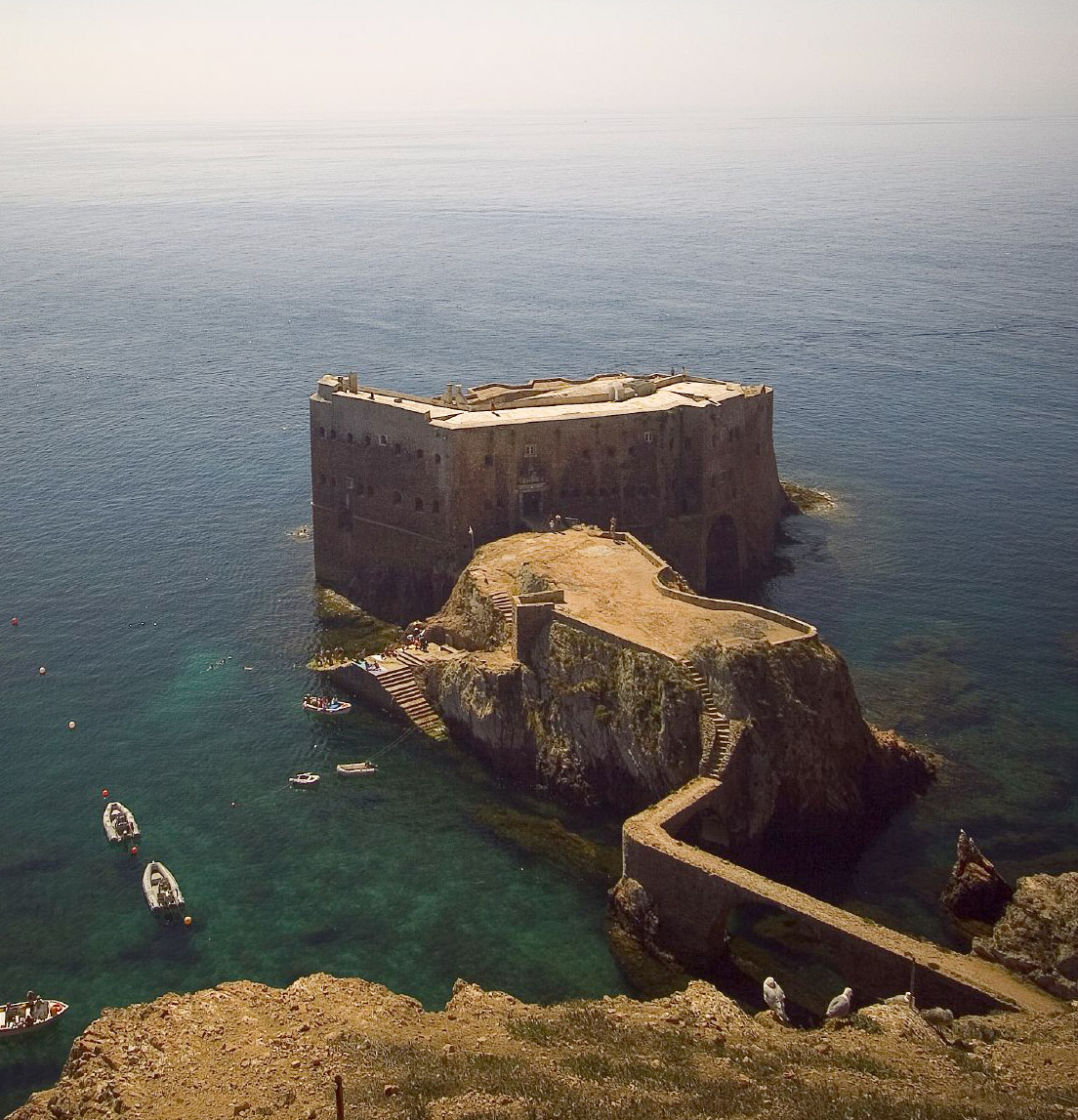
Forte de São João Baptista das Berlengas

W czasie wojny restauracyjnej, podczas trwania rządów króla Jana IV (1640–1656), portugalska rada wojenna zarządziła rozbiórkę opuszczonych ruin klasztornych i wykorzystanie pozyskanych kamieni jako budulca do budowy twierdzy (port. Forte de São João Baptista das Berlengas, pol. Twierdza św. Jana Chrzciciela). Miała ona na celu obronę tutejszego odcinka wybrzeża, ważnego z punktu widzenia strategicznego. Twierdza powstała na sąsiadującej z wyspą skale, połączonej za pomocą kamiennego mostu. Już w 1655, kiedy twierdza była jeszcze ciągle w budowie, załoga z powodzeniem odparła atak i bombardowanie trzech okrętów tureckich. Ostatecznie budowa została ukończona w 1676 roku.
W 1666 roku, w związku z próbą porwania francuskiej księżniczki Marii Franciszki Sabaudzkiej, małżonki Alfonsa VI (1656–1667), oddziały hiszpańskie w sile tysiąca pięciuset żołnierzy na piętnastu okrętach przeprowadziły szturm na twierdzę, bronioną przez zaledwie ok. dwudziestu Portugalczyków pod dowództwem Antonio Avelar Persona. W wyniku szturmu lądowego, połączonego z ostrzałem artyleryjskim z morza, atakujący stracili pięciuset żołnierzy w ciągu zaledwie dwóch dni (czterystu żołnierzy na lądzie i stu na statkach, wobec jednego zmarłego i czterech rannych wśród obrońców). Zatopiono statek Covadonga i poważnie uszkodzono dwa inne. Ostatecznie w wyniku wyczerpania się materiałów i zapasów amunicji, załoga twierdzy skapitulowała. W wyniku bitwy twierdza uległa w dużym stopniu zniszczeniu. Odbudowana kilkadziesiąt lat później traciła stopniowo na znaczeniu wojskowym, została ostatecznie porzucona w 1847 roku.
W połowie XX wieku została częściowo odrestaurowana i udostępniona turystom. Obecnie działa jedynie jako schronisko w ramach Stowarzyszenia Przyjaciół Berlengas (Associação dos Amigos das Berlengas).